# Sfax
Sfax (àrab: صفاقس, Ṣafāqus, pronunciat en àrab clàssic Safaqus i en el dialecte local aproximadament Sfaqs) és la segona ciutat de Tunísia, a la governació de Sfax, uns 270 km al sud-est de Tunis.
La ciutat stricto sensu forma una municipalitat, amb 265.131 habitants, però el creixement demogràfic l'ha unida als municipis veïns, tot formant una aglomeració urbana supera el mig milió d'habitants. A més de Sfax, l'aglomeració inclous les municipalitats de Sakiet Eddaïer, Sakiet Ezzit, El Aïn, Gremda, Chihia i Thyna. D'altra part, Sfax s'organitza en tres delegacions, Sfax Ouest, Sfax Sud i Sfax Médina.

## Economia
Ciutat portuària i industrial, té un paper de primer ordre en l'exportació tunisiana d'oli d'oliva, peix sec i fosfats. Compta amb estació ferroviària. Està ben comunicada amb Monastir, Sussa i Tunis per autopista i compta amb una extensa xarxa de carreteres cap al nord, oest i sud.
Disposa d'aeroport, l'aeroport Internacional de Sfax, situat a la veïna ciutat de Thyna.

## Patrimoni
En destaca la ciutat vella o medina i, dins de l'aglomeració, les ruïnes de Taenae, uns 12 km al sud de Sfax.
De les nombroses mesquites cal destacar la Gran Mesquita i la de Sidi al-Yas amb el mausoleu d'un almirall otomà, que inicialment només era un minaret (1448) i que es va ampliar a mesquita-catedral al final del segle xix. La zàwiya de Sidi Abd al-Kader, amb un portal esculpit, i el mausoleu de Sidi Ammar Kammoun completen els monuments religiosos principals.
La casa dels Djaluli (Dar Djaluli) és del segle xviii i alberga avui dia el Museu d'arts i tradicions populars. Hi ha altres cases i portes medievals. Hi ha també alguns edificis colonials d'estil neoclàssic.
La medina de Sfax, amb el seu soc, és la zona comercial de la ciutat. Està poc abocada al turisme i s'hi venen productes tradicionals. És rectangular i està envoltada per les muralles d'uns 2 km amb algunes torres. Conserva tres portes; la més antiga la de Bab Diwan, del 1306 amb triple arcada. L'alcassaba o kasba és al sud-oest del recinte. També hi ha una fortalesa anomenada Bordj En Nahr.
El museu principal és el Museu d'arqueologia, amb nombroses restes romanes de tota la regió, i algunes troballes cristianes com ara les restes d'una basílica trobada a Skhira. També té manuscrits i relleus musulmans, i algunes troballes prehistòriques.

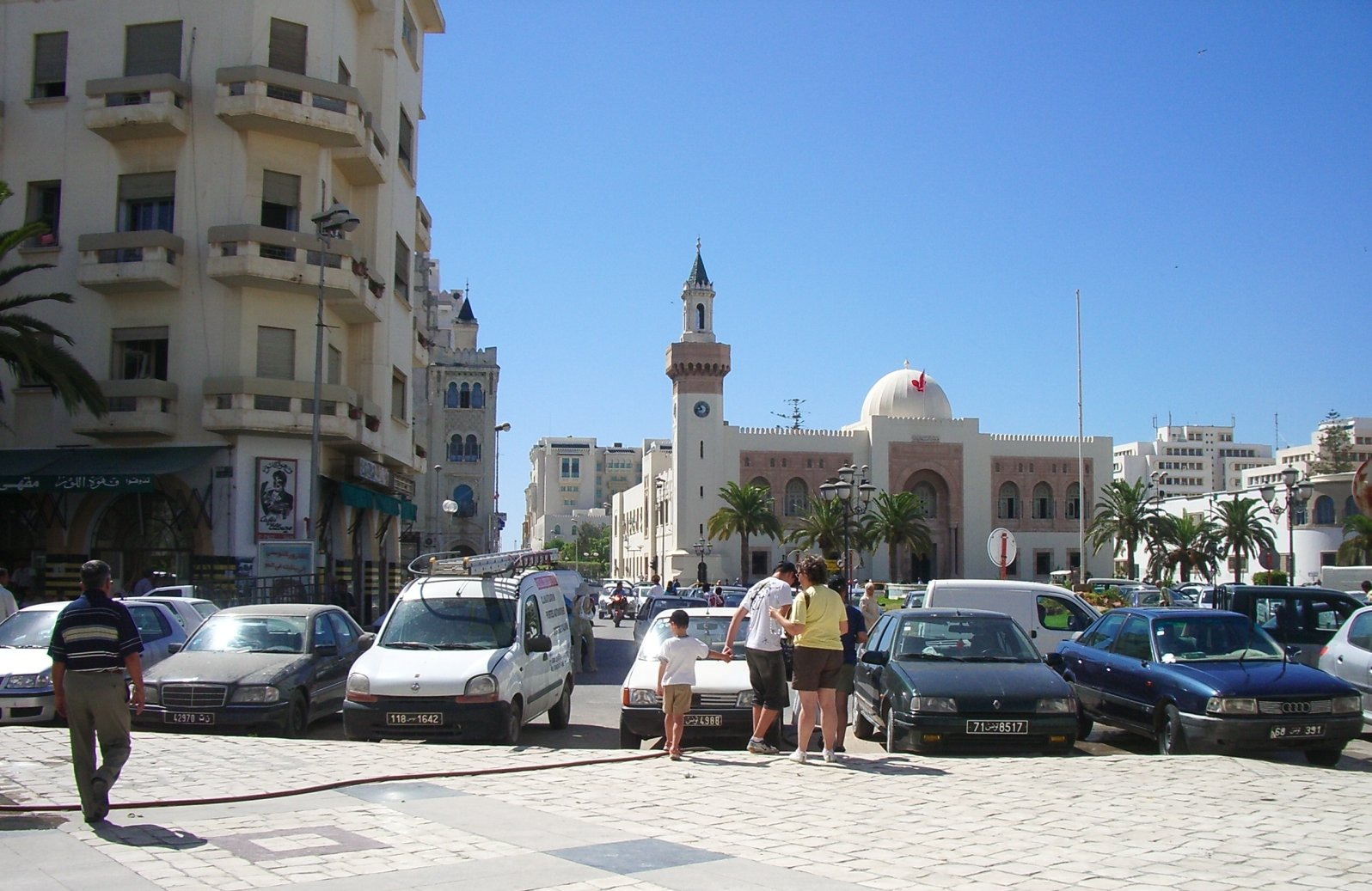
centre ciutat

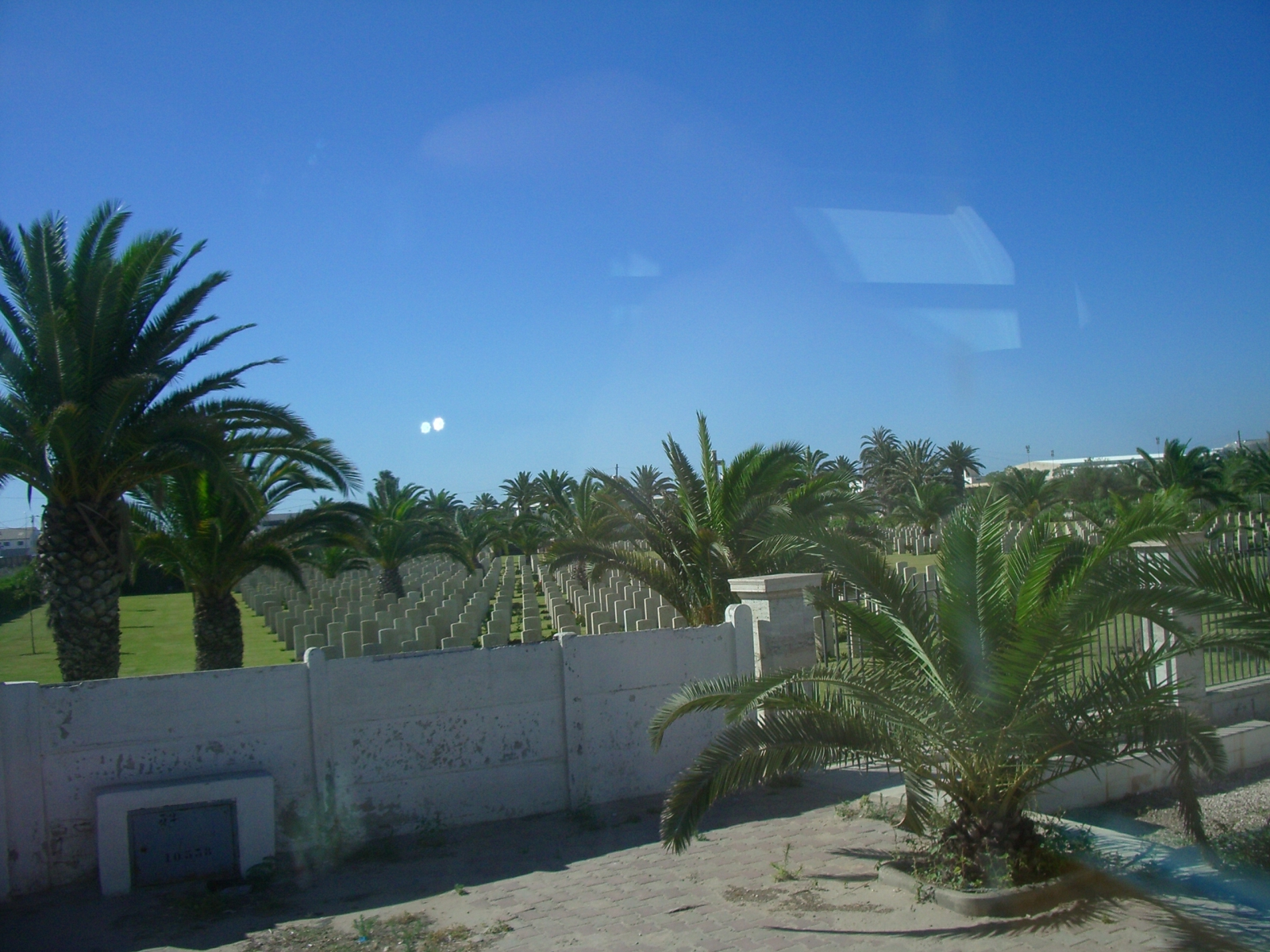
cementiri militar al sud

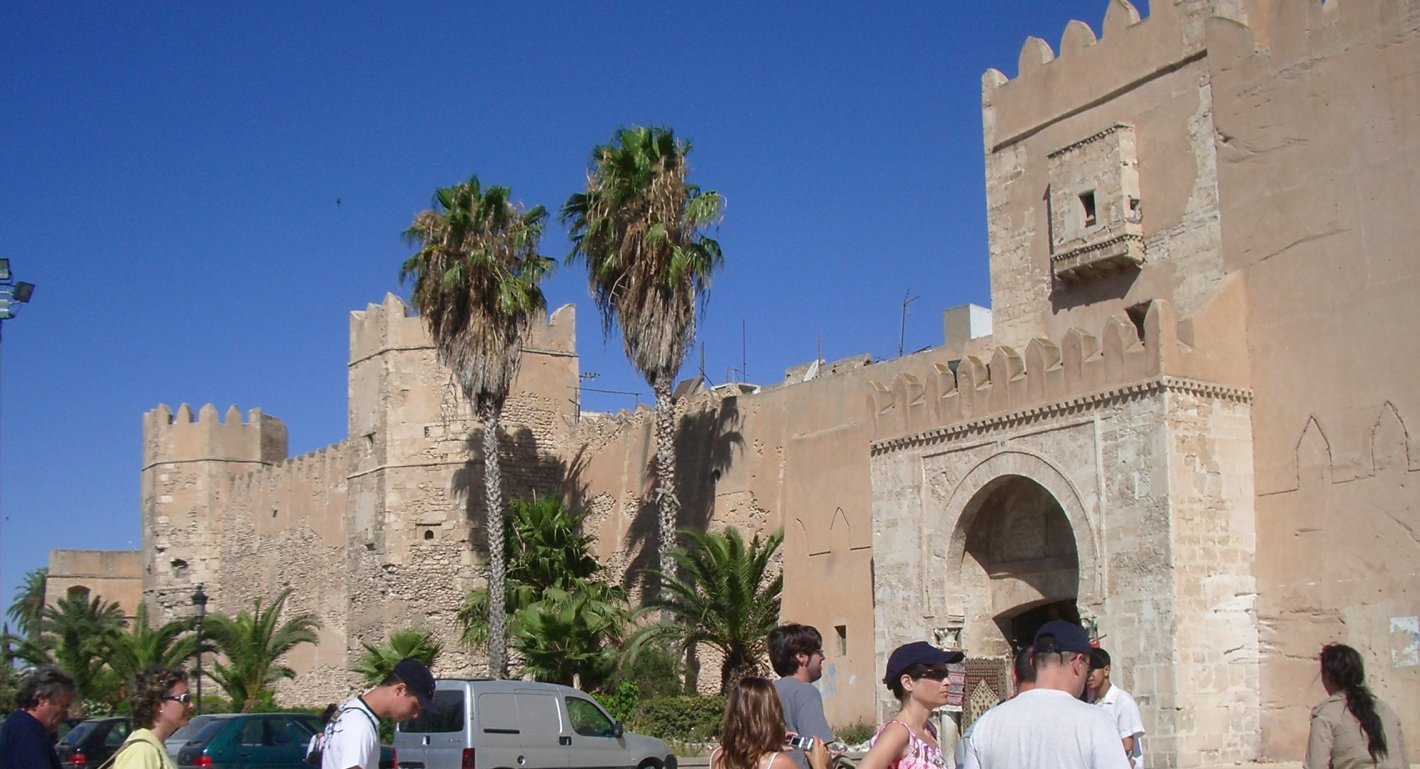
Torres de les muralles

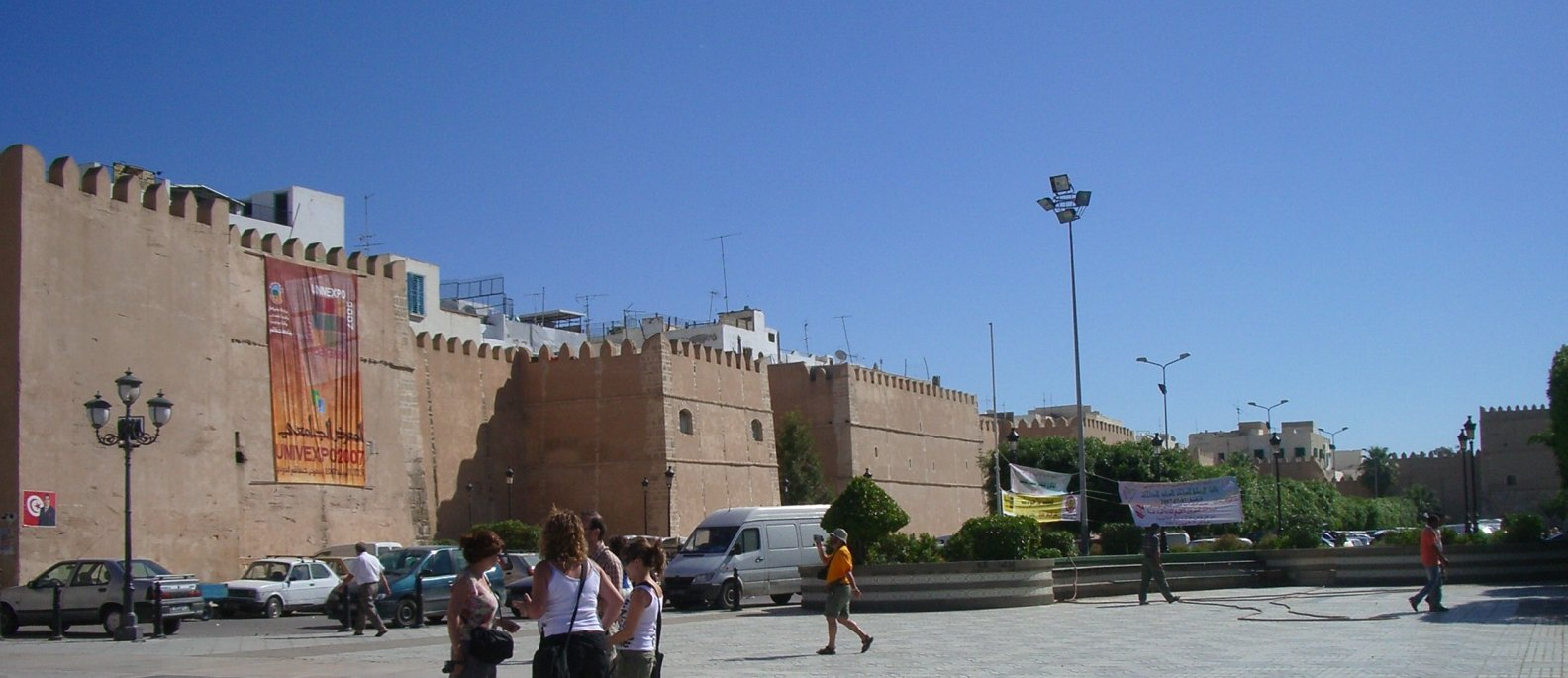
Fora de la medina

## Història

### Època antiga
Fou l'antiga Syphax númida i la Taparura romana. La ciutat va desaparèixer sota els vàndals i gairebé no en queden restes.

### Edat mitjana
La ciutat actual va sorgir a l'època musulmana a l'entorn d'un qsar o burj anomenat al-Burj al-Àhmar, situat on ara hi ha la moderna kasba, propera a la zàwiya de Sidi Djabla. Inicialment era només un fortí o ribat que va esdevenir un ribat-mahris, és a dir una fortalesa amb una zona poblada a l'entorn. A la zona hi havia altres ribats (Butriya, Lawza, Inshila, Mahres, Alí i altres), entre els quals destacava Qsar Ziyad, 35 km al nord. Als murabitun o morabits establerts al burj o ribat s'hi van unir després dos grups de pescadors, els Ashash i els Nawala, de la costa. A l'interior hi havia nombroses qura (llogarets dedicats a l'agricultura).

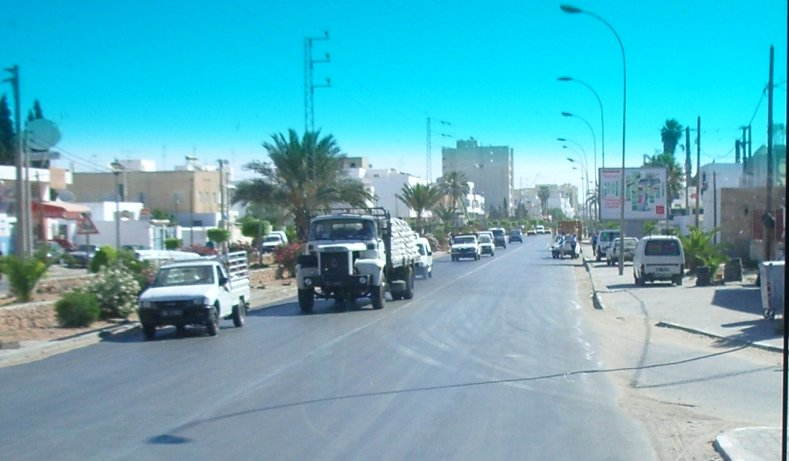
Sud de la ciutat

Durant el regnat de l'aglàbida Ibrahim ibn Àhmad, vers 860 a 863, es van construir més fortificacions. L'alfaquí Alí ibn Sàlim, deixeble de l'imam Sabnun, que va dirigir les obres, fou el primer cadi de la vila. A la mateixa època es va construir la gran mesquita, que es va reformar el 989 i el 1086, per adoptar la seva forma actual entre 1759 i 1783.
L'11 de novembre de 1059 s'hi va fer independent Hammu ibn Mal·lil, aprofitant la descomposició del poder zírida per la invasió dels Banu Hilal. L'emir Tamim ibn al-Muïzz (1062-1108) la va voler recuperar diverses vegades sense èxit, fins que ho va aconseguir el 1100.
El 1110 es va revoltar contra el governador zírida Abu-l-Futuh, i va romandre independent un any. El 1143 fou assaltada pels normands de Sicília i ocupada el 1148, i va restar en mans dels sicilians fins a la nit del 31 de desembre de 1155 a l'1 de gener del 1156. El 1160 es va declarar a favor de l'almohade Abd-al-Mumin ibn Alí. El 1188 va caure en mans dels mallorquins Banu Ghàniya que la van conservar fins al 1209.
La manca d'aigua no permetia un desenvolupament ràpid, i es va construir un gran bassa (a més de les cisternes menors, privades) al segle xiii, a la qual se'n van afegir dues més el 1774. El 1282 fou ocupada temporalment pel rebel Ibn Abi-Umara, i el 1356 va caure en mans dels Banu Maki, emirs de Gabès, però aquests la van perdre al cap d'un temps.

### Edat moderna
Al segle xvi fou favorable als turcs i va esdevenir autònoma sota el govern de la djama (‘assemblea’) i no va voler estar al costat del moviment del shabbi Sidi Arfa (mort el 1542) i els habitants van ajudar al pirata Dragut. Quan Kairuan va caure en mans de Dragut, el 1557, un rais de nom Abu-Abd-Al·lah al-Makkaní era ja el líder local. Dragut la va incorporar al sandjak de Trípoli (Tripolitana) i no fou restituïda al sandjak de Tunis fins al 1588.
El setembre del 1747 els vaixells de la ciutat van derrotar els maltesos i venecians a Ras al-Makhbiz. Els venecians la van dominar (meitat de maig del 1786 a 6 de juny de 1791), però sense poder conservar-la a causa de la pressió dels locals. El 1797 el 15% de les naus de Sfax es dedicaven al cors, i totes eren del cadi de la vila Mahmud Djalluli.

### Edat contemporània
El segle xix Es va sumar a la revolta contra les mesures fiscals de d'Ali Ben Ghdahem el 1864 i a la resistència contra els francesos de 1881, sota la direcció del xeic de la tribu dels methelith, que poblaven la regió. Els francesos la van ocupar per assalt.
La vila gairebé no es va modificar fins al segle xviii, formant una zona de 400 x 600 metres de forma quadrangular ocupant 24 hectàrees, una mica retirada de la costa per evitar atacs imprevistos. Per manca d'autorització del govern, no va poder construir un barri a la part oriental fora de la porta de Bab Bahr fins al 1775. Un funduq s'hi va construir el 1778 i una nova mesquita el 1779. El 1785, quan la població ja era massa gran per la seva superfície, una epidèmia va provocar 15.000 morts i en va aturar el creixement.
L'oleïcultura iniciada al segle ix, i que va retrocedir durant el període hàfsida, va agafar nou impuls al segle xvii. L'oliveta dels jardins (djnans) van arribar a una extensió de 7 km al nord de la vila i es comptaven 100.518 arbres (1852) que eren més de la meitat de tots els de caidat. Progressivament es va introduir l'ametller ja sota domini francès, després del 1910 (un milió d'ametllers el 1951). Els olivers s'estenen a l'interior fins a més de 60 km.
El 1930 es va crear a la ciutat l'Oficina de l'Oli per organitzar el comerç d'aquest producte i la transformació de les oliveres. El 1972 es comptabilitzaven 250 indústries de l'oli. (31% de les nacionals). L'olivera, tot i els ametllers i altres productes, encara representen el 70% de la producció agrícola. Altres sectors són: comerç (44% de les empreses es declaren de comerç), artesanat, tèxtil, agroalimentació, mecànica, química, i altres entre elles el turisme poc arrelat. La ciutat produeix 1/5 del producte industrial del país.
A l'inventari fet a la meitat del segle xix es van constatar 83 mesquites i oratoris, 72 zàwiyes, 2.066 cases, 19 fàbriques d'oli, 35 molins, 35 forns de pa, i 12 torres o fortaleses. En aquest moment Tunis tenia entre 8.000 a 9.000 cases. La municipalitat es va crear el 16 de juliol de 1884.
La seva població era de 43.300 persones el 1936, i 54.800 el 1946. La medina el 1954 tenia 16.700 habitants, el 1956 en tenia 10.668 i el 1998 només 3.812; el 1954 l'aglomeració s'estimava en 130.000 habitants i va passar a 275.000 habitants el 1975 amb un creixement de l'1,9% de 1966 a 1975 i del 2,4% del 1984 a 1989. Actualment té 115 mesquites o zàwiyes (69 a la medina).
El barri del Ribat fou destruït pels bombardejos ocasionats per la lluita entre aliats i alemanys el 1943. Les sabkhat (llacunes salades) de la rodalia s'han dessecat. Els djnans veïns han estat absorbits per la ciutat.
El 5 de desembre de 1952 el sindicalista Farhat Hached, nascut a la veïna Kerkenah, hi fou abatut per l'organització colonialista La Main rouge. El 13 de setembre de 1953 va caure també a mans d'aquesta organització el dirigent del Destour Hédi Chaker.
La ciutat va patir inundacions greus el 1969, 1973 i 1982. El 1984 es va reformar el barri de Sfax Jedida (Nou Sfax).
L'historiador Mahmud ben Said Makdish, nascut a Sfax al segle xvii i mort a Kairuan el 1813, i autor de Nuzhat al-Ansar fi ajàïb al-tawàriq wa-l-akhbar, una compilació de fets locals, és el principal historiador de la ciutat i regió de Sfax.

## Administració
La ciutat forma una municipalitat o baladiyya, amb codi geogràfic 35 11 (ISO 3166-2:TN-12), creada el 16 de juliol de 1884 i dividida en set circumscripcions o dàïres:
- El Medina (34 11 11)
- Er-Rbadh (34 11 12)
- Chamalia (34 11 13)
- Cité El Habib (34 11 14)
- Merkez Chaker (34 11 15)
- Sidi Mansour (34 11 16)
- El Bostane (34 11 17)

Al mateix temps, està repartida entre tres delegacions o mutamadiyyes, Sfax Ville o Sfax Médina (codi geogràfic 34 51), Sfax Ouest (34 52) i Sfax Sud (34 54), dividides en dotze, set i set sectors o imades, respectivament.

## Agermanaments
Sfax està agermanada amb Dakar (Senegal), Grenoble (França) i Marburg (Alemanya).